# Dirk De fauw
Pour les articles homonymes, voir De Fauw.
Dirk De fauw, né le 7 décembre 1957 à Varsenare (Flandre-Occidentale), en Belgique, est un homme politique belge, membre du CD&V.

## Biographie
Dirk De fauw est le fils de Hilaire De fauw. Il est successivement membre du personnel d'ACW, conseiller municipal de Sint-Andries, conseiller provincial de Flandre-Occidentale et député de cette province.
Dirk De fauw étudie le droit et est avocat.
Dirk De fauw est poignardé le matin du 20 juin 2020 et est touché au cou. Après qu'il a subi une intervention chirurgicale, son état est jugé stable. L'agresseur est immédiatement arrêté et le parquet de Bruges ouvre une enquête pour tentative de meurtre.

## Carrière
- Conseiller municipal de Bruges depuis 1983.
- Conseiller provincial de Flandre occidentale depuis 1986.
- En 1991, il est devenu chef de groupe pour le CD&V au conseil provincial de Flandre occidentale.
- Nommé vice-président du Conseil provincial après les élections provinciales du 21 octobre 1994.
- Échevin des travaux publics de la ville de Bruges de 1995 à 2000.
- Membre de la députation permanente de la province de Flandre occidentale de 2001 à 2012.
- Échevin du bien-être, de la diversité et de la politique Nord-Sud depuis 2013, également président de centre public d'action sociale à Bruges et ce jusqu'à fin 2018.

Il est bourgmestre de la ville de Bruges depuis le 1er janvier 2019.